# Elsa Kikoïne

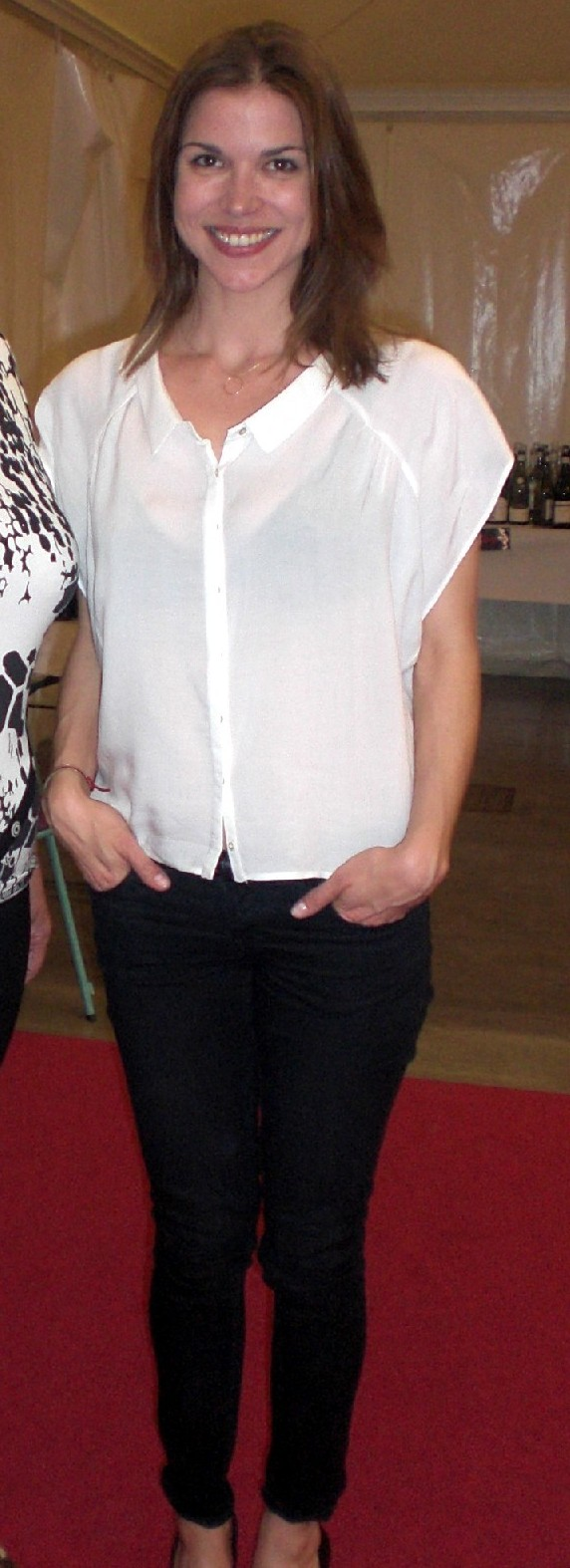
Elsa Kikoïne

Elsa Kikoïne (* 2. März 1977 in Suresnes) ist eine französische Schauspielerin.
Elsa Kikoïne ist die Tochter des Regisseurs Gérard Kikoïne. Sie wurde Mitte der 1990er Jahre als Fernsehdarstellerin tätig. 2001 erfolgte mit Vidocq ihre erste größere Filmrolle als La muette.
Im Horrorfilm Pakt der Druiden spielte sie 2003 die Hauptrolle der Chloé. Danach mimte sie Juliette Janssen in der Krimiserie Frank Riva. 2005 war sie als Charlotte in Love Is in the Air zu sehen, und 2006 in der Mysteryserie David Nolande als Corinne Nolande. 2010 spielte sie Angela in der Komödie Nix zu verhaften.
Insgesamt wirkte sie bei über 40 Produktionen mit.

## Filmografie (Auswahl)
- 2000: Relic Hunter – Die Schatzjägerin (Relic Hunter, Fernsehserie, eine Folge)
- 2001: Vidocq
- 2003–2004: Frank Riva (Fernsehserie, 6 Folgen)
- 2003: Pakt der Druiden (Brocéliande)
- 2005: Trois femmes flics (Fernsehserie, 6 Folgen)
- 2005: Love Is in the Air (Ma vie en l´air)
- 2006: David Nolande (Fernsehserie, 6 Folgen)
- 2009: Action spéciale douanes (Fernsehserie, 6 Folgen)
- 2009: Agatha Christie: Mörderische Spiele (Les Petits Meurtres d’Agatha Christie, Fernsehserie, 1 Folge)
- 2010: Nix zu verhaften (Protéger & servir)
- 2012: Plus belle la vie (Fernsehserie, eine Folge)
- 2012: The Blind Man (À l´aveugle)
- 2013: Falco (Fernsehserie, eine Folge)
- 2016: Section zéro (Fernsehserie, 4 Folgen)